# Werasari (Sadananya)
Werasari is een bestuurslaag in het regentschap Ciamis van de provincie West-Java, Indonesië. Werasari telt 4982 inwoners (volkstelling 2010).